# اندور، نیوجرسی
اندور (به انگلیسی: Andover) یک منطقهٔ مسکونی در ایالات متحده آمریکا است که در شهرستان ساسکس، نیوجرسی واقع شده‌است. اندور ۳٫۸۱۰ کیلومتر مربع مساحت و ۶۰۶ نفر جمعیت دارد و ۱۹۶٫۹ متر بالاتر از سطح دریا واقع شده‌است.